# Galtonia (khủng long)
Galtonia là một chi khủng long, được Huber S. Lucas & Hunt mô tả khoa học năm 1993.